# Vadonia steveni
Vadonia steveni är en skalbaggsart som först beskrevs av Sperk 1835.  Vadonia steveni ingår i släktet Vadonia och familjen långhorningar.
Artens utbredningsområde är Ukraina. Inga underarter finns listade i Catalogue of Life.